# Pleurobranchella
Pleurobranchella is een geslacht van weekdieren uit de klasse van de Gastropoda (slakken).

## Soort
- Pleurobranchella nicobarica Thiele, 1925